# مردم پنان
مردم پنان (به انگلیسی: Penan people) عشایر کوچ‌نشین بومی هستند که در ساراواک و برونئی زندگی می‌کنند، اگرچه تنها یک جامعه کوچک از آنها در برونئی وجود دارد، از میان افرادی که در برونئی هستند نیمی از آنها، حتی به صورت ظاهری، به اسلام گرویده‌اند. مردم پنان یکی از آخرین مردمانی هستند که تحت عنوان شکارچی و گردآورنده باقی مانده‌اند. این قوم به خاطر اجرای شیوه «مولانگ» مورد توجه قرار گرفته‌اند که به معنی، هیچ وقت بیشتر از حد نیاز مصرف نکنید، می‌باشد. بیشتر قوم پنان، عشایر کوچ نشین شکارچی-گردآورنده بودند تا اینکه مبلغان مذهبی پس از جنگ جهانی دوم بسیاری از آنها را، به‌طور عمده در منطقه اولو-بارام و همچنین در منطقه لیمبانگ، سکنی دادند. آنها از گیاهانی تغذیه می‌کنند که به عنوان دارو نیز مورد استفاده قرار می‌گیرد و گوشت و مواد قابل خوردن حیوانات را مصرف می‌کنند و از پوست، خز و سایر قسمت‌های حیوان برای پوشاک و سرپناه بهره می‌برند.